# أزمة الرهائن في السفارة اليابانية

علم منظمة مارتا المسلحة

أزمة الرهائن في السفارة اليابانية (باليابانية: 在ペルー日本大使公邸占拠事件) (بالإسبانية: Toma de la residencia del embajador de Japón en Lima)‏ ، كانوا مسلحين من منظمة مارتا المسلحة قامت باحتجاز الرهائن في تاريخ 17 ديسمبر عام 1996م، وذلك في مدينة ليما في بيرو، وكانت مدة احتجاز الرهائن 126 يوماً، وكانوا أكثرهم من الدبلوماسيين، وكان عدد المسلحين نحو 14 رجلاً، وكانت النتيجة بين الجيش البيروفي وبين المسلحين، مقتل بعض الرهائن وقتل جميع المسلحين ومقتل قائدا الجيش البيروفي وجندي وحيد.

## وصلات خارجية
- APRODEH. "The Chavín de Huantar Case".
- لجنة الحقيقة والمصالحة. Las ejecuciones extrajudiciales en la residencia del embajador de Japón (1997).
- Petition for admissibility: Eduardo Nicolás Cruz Sánchez et al. IACHR, 27 February 2004. Retrieved 9 March 2005.
- Troops storm embassy in Peru بي بي سي, 22 April 1997. Retrieved 9 March 2005.
- "Peru's Fujimori: A Latin American Pinochet with an Asian Face Pacific News Service, 30 January 1997. Retrieved 9 March 2005.
- The Spiritual Dimension of the Hostage Drama Catholic.net. Retrieved 9 March 2005.
- (بالإسبانية) "Fuerzas especiales liberan a los rehenes de Lima"
- (بالإسبانية) "Rescate el Lima"
- 1st Special Forces Operational Detachment (Airborne) DELTA